# Starasielski
Starasielski (biał. Старасельскі; ros. Старосельский) – stacja kolejowa w pobliżu miejscowości Lawy i 3 km od Starojego Siała, w rejonie rohaczowskim, w obwodzie homelskim, na Białorusi. Położona jest na linii Orsza - Mohylew - Żłobin.
Przed II wojną światową istniał w tym miejscu przystanek kolejowy.